# Ishigeales
Az Ishigeales barnamoszatok rendje. 2 családja az Ishigeaceae és a Petrodermataceae. A Diplura nemzetség is a rend tagja, de jelenleg nem sorolják családba. Jelenleg mindkét család monotipikus csoport.
Az Ishigeophycidae alosztály egyetlen tagja.
Monofiletikus csoport.

## Történet
A Petroderma nemzetséget 1897-ben fedezte fel Kuckuck.
Az Ishige nemzetséget Yendo fedezte fel 1907-ben, eredetileg a ma nem használt Chordariales (később az Ectocarpalesbe került Chordariaceae néven) tagjaként. Okamura 1935-ben az Ishigeaceae csoportba sorolta, majd az Ishigeales rendet rbcL, psaA és psbA gének összehasonlításával hozták létre Cho et al. 2004-es tanulmányukban, elkülönítve az Ectocarpalestől, mivel a többi tagjának jelentős pirenoidja van.:934
2014-ben Silberfeld et al. felfedezték és leírták a Petrodermataceae első tagját, és kiegészítették az Ishigeales leírását.

## Életciklus
Izomorf életciklusuk haploid-diploid nemzedékváltakozással rendelkezik.
Izogámak.

## Életmód
Epifitonok vagy epilitonok.

## Morfológia
Lemezes kloroplasztiszuk nem rendelkezik pirenoiddal, hajtásuk kevés sorban rendezett, szőrei rejtett szájakban, együregű sporangiumai terminális kortikális sejtekből alakultak ki, a többüregűek nem rendelkeznek steril terminális sejtekkel.
Hajtásai elágazók, közelítőleg kör keresztmetszetűek vagy levelesek, lehetnek pszeudoparenchimásak velővel és kéreggel vagy heterotrichon kérges hajtások, de lehetnek parenchimás hajtásaik is, melyek elágaznak, egyenesek vagy lapultak, hosszuk akár 10–20 cm is lehet.
Apikálisan növekednek fonalai, asszimilációs szálakkal rendelkező kérge pszeudoparenchimás.

## Fontosság
Bazális, de a Discosporangiales után, a késő karbonban kialakult csoport. Ezért helyzete fontos a barnamoszatok kialakulásának meghatározásában.
Az I. okamurae fajból izolált isofloroglucin A gátolhatja az α-MSH-indukált melanogenezist in vitro és in vivo.

## Genomika
3 gén, az rbcL, a psaA és a psbA összehasonlításával alkották meg. Az Ishige okamurae mtDNS-e 35 485 bp, és 36 fehérje-, 22 tRNS-, 3 rRNS-kódoló gént és 4 ismeretlen funkciójú nyitott leolvasási keretet tartalmaz. Itt 5 génben a GTG, 1-ben a TTG, a többiben az ATG a startkodon.
Az I. okamurae kloroplasztiszgenomját 2021-ben szekvenálták Wang et al.

## Lehetséges használat
Az I. okamuraeből izolált fukoxantin humán köldökvéna-endotélsejtek és zebradánió-modell alapján védhet a magas glükózszint okozta oxidatív stressztől.